# Rue de la Harpe
Koordinaten: 48° 51′ N, 2° 21′ O
Die Rue de la Harpe in Paris ist eine der ältesten Straßen der Stadt. Sie liegt im Quartier de la Sorbonne im 5. Arrondissement und war im Mittelalter eine der wesentlichen Achsen des Rive Gauche, bis sie im 19. Jahrhundert durch den Boulevard Saint-Michel ersetzt wurde. Heute ist die Rue de la Harpe eine der bei Touristen beliebtesten Straßen des Quartier Latin.

## Namensursprung
Der Namen stammt aus dem Jahr 1247 und galt ursprünglich nur für den nördlichen Teil, wie einer Tafel am 2. Haus rechts in der Rue Mâcon zu entnehmen ist.

## Verlauf
Die Rue de la Harpe beginnt an der Rue de la Huchette 31, wenige Meter von der Place Saint-Michel entfernt, und endet nach 220 Metern am Boulevard Saint-Germain 98. Sie kreuzt dabei die Rue Saint-Sévérin.

## Geschichte
Die Rue de la Harpe stammt – was den Teil südlich der Rue Saint-Sévérin betrifft – bereits aus gallorömischer Zeit. Damals begann sie vermutlich am Petit Pont, der südlichen der zwei Brücken des Cardo, und verlief südwestlich bis zur heutigen Kreuzung mit der Rue Sévérin (und ist ab hier dann nachweisbar), war eine Parallelstraße zum Cardo, der heutigen Rue Saint-Jacques, und trug den dazu passenden Namen via inferior (lat. via = Weg, Straße  – inferus = unten befindlich: untere Straße), was später zu „Rue d’Enfer“ verballhornt wurde. Die Rue de la Harpe erstreckte sich im Mittelalter bis zur Stadtmauer, bis zur Porte Gibard, Porte Saint-Michel oder Porte d’Enfer an der heutigen Rue Soufflot und verlief dann weiterhin parallel zur Fortsetzung der Rue Saint-Jacques, der Rue du Faubourg Saint-Jacques.
Mit dem Bau eines zweiten Übergangs über die Seine, dem Petit Pont Neuf (1378), später Pont Saint-Michel genannt, wurde der untere Teil der Rue de la Harpe vom Petit Pont abgeschnitten und (über die Rue Vieille Boucherie) mit dieser neuen Brücke verbunden.
In den 1850er Jahren ließ Baron Haussmann im Zuge seiner städtebaulichen Maßnahmen die Straßenführung zwischen Pont Saint-Michel und den Thermen begradigen, wodurch der untere Teil des heutigen Boulevard Saint-Michel geschaffen wurde; die Fortsetzung dieses Boulevard erhielt den gleichen Namen, die Rue de la Harpe wurde stadtauswärts auf ihre heutige Länge zurückgestutzt, dafür an ihrem nördlichen Ende, nördlich der Rue Saint-Sévérin, um die Rue Vieille Boucherie verlängert.
Frühere Namen der Rue de la Harpe sind:
- Südlich der Rue Saint-Sévérin:
  - Rue de la Juiverie
  - Rue de la Vielle Juiverie
  - Vicus Cithare in Judearia (1247)
  - Vicus Judeorum (1257),
  - Vicus Harpe (1270)
  - Vicus Herpe
  - Vicus de Cithara (1254)
- Außerhalb der Stadtmauer Philipp Augusts:
  - Rue Neuve Outre la Porte Saint-Michel
  - Rue d'Énfer.
- Zwischen der Rue Saint-Sévérin und der Seine
  - Vicus Reginaldi Citharatoris (1247)
  - Vicus Reginaldi dicti le Harpeur (1265)
  - Vicus Vetus Bouclearia
  - Vicus Vetus Judearia
  - Rue de la Vielle Boucherie (1272)
  - Rue de la Petite Bouclerie (1300)
  - Rue de l’Abreuvoir Mascon (1391)
  - Rue Neuve Mâcon oder Rue de l’Abreuvoir Mâcon (1401)
  - Rue de l’Abreuvoir Mâcon oder Rue Neuve Saint-Michel (1409)
  - Rue Neuve du pont Saint-Michel oder Rue Neuve de la Bouclerie (1406)
  - Rue de la Grant Bouclerie (1405)
  - Rue Neuve Saint-Michel (1469)
  - Rue de la Vielle Bouclerie.

## Bemerkenswerte Gebäude
- Haus Nr. 1 und 2: Blick auf die Rue de la Huchette
- Nahe der Pont Saint-Michel: der Buchhändler, Juror an der Nicolas Le Clerc Universität, unter dem NamenSaint-Lambert; zwischen 1726 und 1738[2]
- Haus Nr. 12: Privatvilla, eine kleine Tür mit Erker, Zwischengeschoss; Aufstockung auf drei Ebenen, plus Dachgeschoss; drei hohe Fenster an der Fassade mit schmiedeeisernen Geländern. Der Maler Eladio Vélez lebte dort von 1929 bis 1931.
- Haus Nr. 18: An dieser Stelle befand sich eine kleine Straße, «Rue Poupée», die von der Rue Hautefeuille hierher führte. Das haus wurde 1880 zum Hotel du Levant.
- Haus Nr. 22: Hier befand sich die Rue Percée-Saint-André, die von der Rue Hautefeuille kam und in die heutige Impasse Hautefeuille mündet.

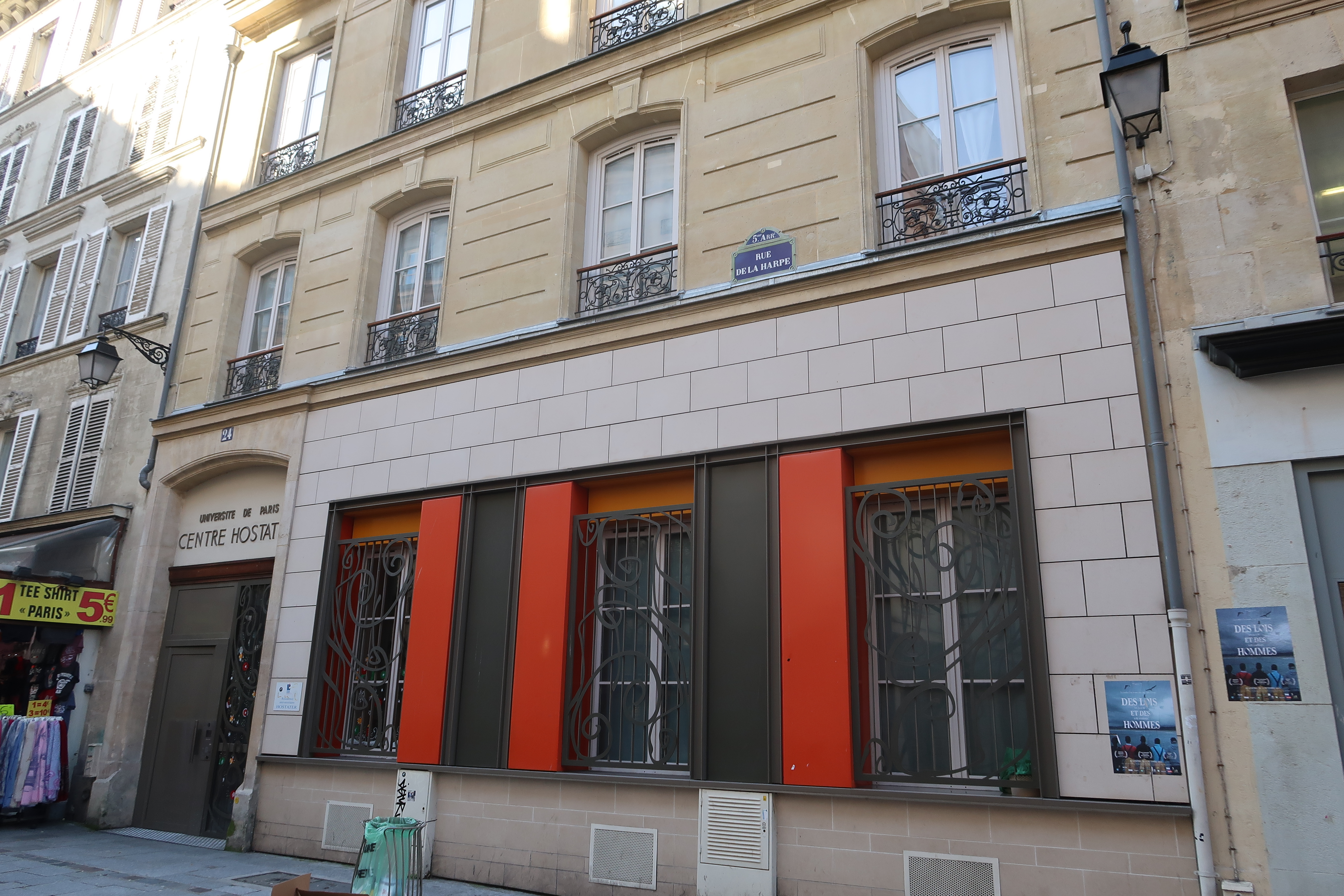
Haus Nr. 24

- Haus Nr. 24: Heute Studentenwohnheim der Université de Paris
- Haus Nr. 35: Fassade, Dach an der Rue de la Harpe, Schmiedeeisentreppe und Handlauf, die am 28. Dezember 1979 unter Denkmalschutz gestellt wurden.
- Haus Nr. 37: Fassade und Dach (zur Straße) sowie die Innentreppe dieses Privatanwesens wurden am 25. Februar 1974 unter Denkmalschutz gestellt.
- Haus Nr. 45: Ehemaliges Stadthaus, mit monumentaler Haustür (Flügeltür), am 24. März 1928 unter Denkmalschutz gestellt. Masken, Aufriss auf drei Etagen plus Dachgeschoss, zwei gewölbte Buchten auf jeder Seite des Kutschenportals, gepflasterter Innenhof mit Apsiskalotten und Brunnen.
- Haus Nr. 80: Letzte Wohnung des Graveurs Noël Le Mire, der hier 1801 starb.